# Prieuré de Beaufays
Le prieuré de Beaufays, couramment appelé abbaye de Beaufays, est un ancien monastère qui fut en activité de 1123 jusqu'en 1798, puis converti en un domaine privé. Il est situé à Beaufays, section de la commune de Chaudfontaine, en Belgique. L'église conventuelle est devenue église paroissiale en 1803.

## Dénomination
Le prieuré de Beaufays est couramment et de longue date appelé « abbaye de Beaufays », ainsi qu'en témoigne l'indication figurant sur la carte de Ferraris,.

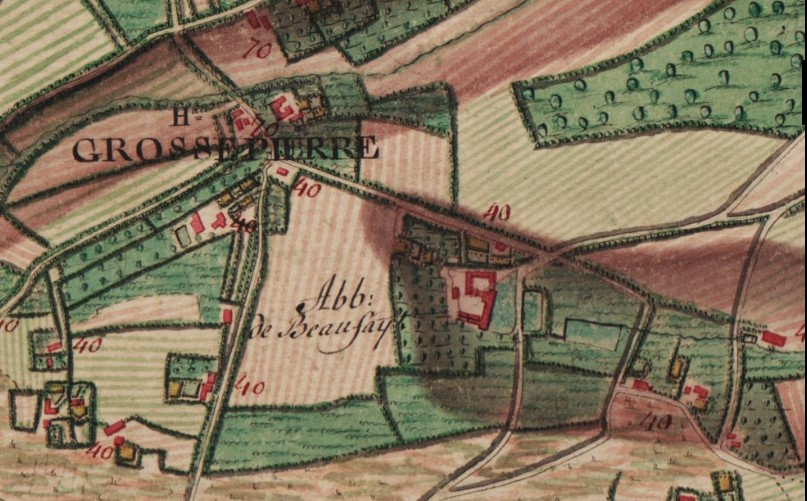
Mention de l'abbaye de Beaufays sur la carte de Ferraris (1770-1778).

## Historique
Le prieuré est fondé en 1123 sous le nom de Belle-Fontaine par l'ordre des chanoines réguliers sous la règle de saint Augustin. À l'origine, il s'agit d'un monastère double, c'est-à-dire mixte, jusqu'en 1238, époque à laquelle un décret de l'évêque de Liège enjoint aux moniales de s'établir à Vivegnis, sur une propriété de l'abbaye de Beaufays où la communauté se maintiendra, mais sous la règle bénédictine, jusqu'à la fin de l'Ancien Régime. C'est également au milieu du XIIIe siècle que le prieuré prend le nom de Beaufays.
À la suite de l'annexion de la principauté de Liége par la France en 1795, la communauté est dissoute et ses biens sont mis sous séquestre puis en vente publique. En juillet 1797 un ex-chanoine, François Grisard, acquiert toutefois une partie des forêts du monastère et, en avril 1798, il rachète avec trois autres compagnons un lot comprenant les bâtiments du prieuré, son église et la ferme contiguë. Incapables de régler leur dette à l'état, les quatre anciens chanoines cèdent en septembre 1802 leurs droits de propriété à un certain Gilles Meunier, mais conservent toutefois l'usage viager des bâtiments jusqu'au décès du dernier d'entre eux, François Grisard, en 1835 ,.
L'église priorale construite en 1701 devient en 1803 église paroissiale dédiée à Saint-Jean-l'Évangéliste, avant d'être cédée en 1804 par les quatre chanoines à l'état.
Les anciens bâtiments du couvent, en ce compris la ferme et ses bâtiments annexes, ainsi que l'ancienne brasserie, le parc et le jardin des chanoines, deviennent ensuite propriété d'un certain Pierre de Malempré, puis en 1826 de la famille de Sélys-Fanson, puis, en 1846, d'une Anglaise, Lydia Stolterfoth, veuve Tulk, qui accueille des cultures de légumes d'un horticulteur local dans les jardins,. De retour dans la famille de Sélys en 1854, les anciens bâtiments conventuels sont ensuite cédés en 1875 aux Dames Ursulines originaires de Hersel (Prusse rhénane) qui les occupent, ajoutent une aile à l'est du monastère, et en font un internat pour jeunes filles. En 1890, ils sont rachetés par Adolphe Laloux, un industriel liégeois,.

## Prieurs
La liste des prieurs entre 1325 et 1780 est fournie dans un manuscrit de François Nicolas Jean-Baptiste Delvaulx (1722-1800) intitulé Mémoires pour servir à l'histoire ecclésiastique du pays et du diocèse de Liège et conservé dans les collections de l'université de Liège.

## Architecture et mobilier
L'église de style baroque possède une tour carrée à bulbe et un orgue Le Picard. Elle abrite notamment un maître-autel avec une Extase de saint Augustin de Théodore-Edmond Plumier et des statues de Cornélis Vander Veken et Jacques Vivroux. Quant aux bâtiments du couvent, de style mosan des XVIIe et XVIIIe siècles, ils sont aménagés en château. La décoration intérieure de ces bâtiments est remarquable : lambris en chêne sculpté, toiles peintes, sculptures (dont un christ en croix), cheminées, stucs de 1733 signés Bovi ; la salle capitulaire est ornée de peintures bibliques attribuées à Jean-Baptiste Coclers.